# Ólafur Arnalds
Ólafur Arnalds (nacido el 3 de noviembre de 1986 en Mosfellsbær) es un músico, compositor y productor islandés. Mezcla cuerdas con piano, agregando elementos electrónicos, pasando de la música clásica a la moderna.

## Carrera
Fue batería en las bandas de hardcore/metal Fighting Shit y Celestine, así como en otros grupos. También contribuyó con el banjo, guitarra y piano en el proyecto de un amigo titulado "My Summer as a Salvation Soldier".
En 2004 compuso y grabó la introducción y dos cierres para el álbum Antigone de la banda alemana de metal Heaven Shall Burn, así como a su vez compuso e hizo arreglos de cuerdas para la banda inglesa 65daysofstatic.
El 12 de octubre de 2007 fue lanzado su primer álbum solista, titulado Eulogy for Evolution, que posteriormente fue seguido por el EP Variations of Static en 2008. Este mismo año también se fue de gira junto con la banda Sigur Rós, y agotó las entradas el día de su presentación en el The Barbican Hall de Londres.
En 2009, partiendo desde el 13 de abril, compuso y lanzó una canción diaria por siete días consecutivos, en lapsos de 24 horas. La colección de temas sería después recopilada en el trabajo titulado Found Songs. Ese mismo año, junto con Janus Rasmussen, crea un nuevo proyecto musical: Kiasmos, un dúo de techno minimal experimental. En 2012 lanzan su primer álbum titulado Thrown.
Durante el mes de octubre de 2011 creó y lanzó una nueva canción por día durante siete días consecutivos. Las mismas fueron grabadas y filmadas en vivo en la sala de su apartamento en Reikiavik. 
En 2012 se produjeron cuatro publicaciones: su música para la película Another Happy Day de Sam Levinson; un EP titulado Two Songs For Dance; el segundo EP de su proyecto de techno experimental Kiasmos y otro EP titulado Stare con el pianista alemán Nils Frahm .
También en 2012, su canción "Allt varð hljótt" se utilizó en la partitura y banda sonora de la película Los juegos del hambre . 
"Til enda" se utilizó en un tráiler de la película Looper de 2012 . 
Ólafur lanzó su tercer álbum de estudio titulado For Now I Am Winter en febrero de 2013. Cuatro pistas contaron con la voz de Arnór Dan de la banda islandesa Agent Fresco. Esta fue la primera vez que Ólafur incorporó la voz en cualquiera de sus trabajos publicados.
Poteriormente compuso la banda sonora y los créditos finales de la serie Broadchurch de ITV de 2013 (nuevamente con la voz de Arnór Dan ), por la que ganó el premio BAFTA TV Craft de 2014 a la mejor música original. Ólafur también creó la banda sonora de la película Gimme Shelter de Ron Krauss .
Ólafur Arnalds ha estado involucrado en varios otros proyectos y su música aparece en muchas películas, programas de televisión y anuncios. Sus canciones han aparecido en So You Think You Can Dance en varias temporadas. También habló extensamente sobre el tema del arte enviado por fans en el documental de 2011 Press Pause Play . 
En 2014, Ólafur anunció su álbum debut electrónico en colaboración con Janus Rasmussen bajo su proyecto Kiasmos .
En 2015 colaboró con la pianista germano-japonesa Alice Sara Ott en The Chopin Project, que fue un lanzamiento para presentar una nueva y emocionante visión de la música de Frédéric Chopin. Arnalds eligió un programa de obras de Chopin para crear un arco emocional a lo largo del álbum y luego compuso secciones de enlace para quinteto de cuerdas, piano y sintetizador basadas en la atmósfera y los motivos de esas piezas. 
El Proyecto Chopin comenzó como una dedicatoria a su abuela. Por respeto a ella, Ólafur, más joven y amante del metal, se sentaba con ella a escuchar el trabajo de Chopin cada vez que la visitaba. En su lecho de muerte, Ólafur dijo que “ella simplemente estaba allí tumbada, vieja y enferma, pero muy feliz y orgullosa. Y me senté con ella y escuchamos una sonata de Chopin. Luego le di un beso de despedida y me fui. Ella falleció unas horas después”. 
En 2015, las colaboraciones de Ólafur con Nils Frahm, Life Story Love and Glory (una grabación completamente improvisada) y Loon , se recopilaron en un CD doble titulado Collaborative Works junto con Stare de 2012 y una película de improvisación en vivo titulada Trance Frendz - An Evening with Ólafur Arnalds. y Nils Frahm .  2015 también vio el lanzamiento completo de su trabajo en Broadchurch .
En junio de 2016, Ólafur anunció su proyecto Island Songs , que le implicaría trabajar con el director Baldvin Z y viajar a siete lugares diferentes de Islandia durante siete semanas, colaborando con siete artistas diferentes. Cada semana se publicaría el audio y el vídeo de cada pista, culminando con el lanzamiento de la pista final, "Doria", el 8 de agosto de 2016.
"Particles" con Nanna Bryndís de Of Monsters and Men se estrenó en el programa Beats 1 de Zane Lowe el 1 de agosto de 2016, lo que la convierte en la primera pista clásica presentada en esa estación.
En 2016, Ólafur y el líder de Quarashi, Sölvi Blöndal, fundaron el sello discográfico Alda Music, que fue adquirido por INgrooves en enero de 2022. Alda poseía los derechos de casi el 80 por ciento de toda la música publicada en Islandia. 
El cuarto álbum oficial en solitario de Ólafur, Re:member, se lanzó en agosto de 2018. El álbum presentaba su nuevo sistema musical llamado Stratus. Los Stratus Pianos son dos pianos semigenerativos que se tocan solos y se activan mediante un piano central tocado por Arnalds. El software personalizado nació de dos años de trabajo del compositor y desarrollador de audio Halldor Eldjarn. Mientras Arnalds toca una nota en el piano, Stratus genera dos notas diferentes, creando armonías inesperadas y secuencias melódicas sorprendentes.
Los algoritmos generados a partir de Stratus también se utilizaron para crear la carátula del álbum. En una entrevista con Sound of Boston, Arnalds explica que el artista Torsten Posselt de los estudios FELD, utilizó el software Stratus como punto de partida e hizo su propio software que traducía las mismas señales MIDI utilizadas para la música. Cada punto corresponde a una nota de piano en la pista principal: 88 campos corresponden a 88 notas; cuanto más grueso sea el punto, mayor será la frecuencia de esa nota que se toca. 
Compuso el tema principal de la miniserie Defending Jacob (miniserie) de Apple TV+ .
Su quinto álbum de estudio, Some Kind of Peace, se lanzó el 6 de noviembre de 2020. El álbum incluye apariciones especiales de Bonobo, Josin y JFDR . "Loom (feat. Bonobo )" y "The Bottom Line" fueron nominadas a los premios Grammy. 
En octubre de 2023, Ólafur lanzó oficialmente el proyecto OPIA Community, que se describe como una "serie de festivales itinerantes, un sello discográfico y un centro comunitario formado por creadores, pensadores, amantes del arte y todo lo demás".  El proyecto había estado en preparación desde 2019, sin embargo, fue retrasado por la pandemia de COVID-19 .
El 18 de octubre de 2023, Ólafur organizó el evento oficial de lanzamiento de la comunidad OPIA titulado 'OPIA Night' en Silent Green en Berlín, Alemania . El evento contó con varios artistas que Ólafur conoció en línea durante la pandemia y desde entonces firmaron con el sello discográfico OPIA Community, incluidos JFDR y Sofi Paez.

## Discografía
- 2007: Eulogy For Evolution
- 2008: Variations Of Static (EP)
- 2009: Found Songs (EP)
- 2009: Dyad 1909 (EP)
- 2010: ...And They Have Escaped the Weight of Darkness
- 2012: Another Happy Day (banda sonora)
- 2012: Living Room Songs (EP)
- 2012: Two Songs for Dance
- 2012: Stare (with Nils Frahm)
- 2013: For Now I Am Winter
- 2015: The Chopin Project (Junto con la pianista germano-japonesa Alice Sara Ott)
- 2016: Island Songs
- 2018: re:member
- 2020: some kind of peace

## Bandas sonoras
- Blinky TM (corto) (2010)
- Jitters (2010)
- Another Happy Day (2011)
- Los juegos del hambre (2012)
- Broadchurch (2013)
- Gimme Shelter (2013)
- Vonarstræti/Life in a Fishbowl (2014)
- The Invisible Front (2014)
- Broadchurch (2015)
- Defending Jacob (2020)
- Surface (2022)
- Moonhaven (2022)
- Deep rising (2023)